# Tosin Aiyegun
Tosin Aiyegun (* 26. Juni 1998 in Lagos) ist ein nigerianischer Fußballspieler beninischer Abstammung.

## Karriere
Tosin begann seine Laufbahn beim Real Sapphire FC in seinem Heimatland Nigeria, bevor er 2017 nach Lettland zum FK Ventspils wechselte. Sein Debüt in der Virslīga, der höchsten lettischen Spielklasse, gab er am 11. März desselben Jahres (1. Spieltag) beim 2:0 gegen den FS Metta, als er in der 69. Minute für Ritvars Rugins eingewechselt wurde. Bis Saisonende kam er zu mindestens 20 Einsätzen, wobei er sechs Tore erzielte. Zudem gewann er mit Ventspils den lettischen Pokal; im Finale siegte man mit 6:5 nach Elfmeterschießen gegen den Riga FC. In der folgenden Europa-League-Qualifikation, für die sich der Verein sowohl aufgrund des Pokalsiegs als auch aufgrund des 4. Rangs in der Abschlusstabelle der Liga qualifiziert hatte, schied die Mannschaft in der 1. Runde gegen den isländischen Verein Valur Reykjavík nach Hin- und Rückspiel mit insgesamt 0:1 aus.
In der folgenden Ligaspielzeit 2018 verpasste Tosin nur eine von 28 Partien und schoss dabei 13 Tore. Tosin wurde gemeinsam mit seinem Landsmann und Teamkollegen Adeleke Akinyemi und Aleksejs Višņakovs Dritter in der Torschützenliste, die Saison beendete der Verein als Vizemeister hinter dem Riga FC. Im Pokal verlor man diesmal im Finale ebenfalls gegen den Riga FC. In der darauffolgenden Europa-League-Qualifikation gewann die Mannschaft in der 1. Runde gegen den albanischen Verein KS Luftëtari Gjirokastra mit insgesamt 8:3; beim 5:0 im Hinspiel erzielte Tosin einen Treffer. In der zweiten Runde schied man dann gegen den französischen Traditionsverein Girondins Bordeaux mit insgesamt 1:3 aus.
2019 absolvierte Tosin 23 Ligaspiele und schoss dabei elf Tore. Der FK Ventspils wurde schlussendlich Dritter. In der folgenden Europa-League-Qualifikation siegte man gegen den albanischen KS Teuta Durrës mit insgesamt 3:1, in der zweiten Runde gegen Gżira United aus Malta mit 6:2, in der dritten Runde scheiterte die Mannschaft allerdings mit insgesamt 0:9 an Vitória Guimarães aus Portugal. Tosin absolvierte sämtliche sechs Spiele und schoss dabei zwei Tore.
Daraufhin schloss er sich dem Schweizer Erstligisten FC Zürich an. Sein Debüt in der Super League, der höchsten Schweizer Spielklasse, gab er am 22. September 2019 (7. Spieltag der Saison 2019/20) gegen den FC Thun, weniger als einen Monat nach seinem letzten Spiel in der lettischen Kalenderjahrliga für Ventspils. In der 52. Minute schoss er direkt sein erstes Tor für den FCZ. Bis Saisonende spielte er 18-mal in der Super League, wobei er sieben Tore erzielte. In der Spielzeit 2020/21 kam er zu 24 Partien, in denen er sechs Tore schoss.

## Erfolge
FK Ventspils
- Lettischer Pokalsieger: 2016/17
- Schweizer Meister 2021/2022